# Starr School (Montana)
Starr School es un lugar designado por el censo ubicado en el condado de Glacier en el estado estadounidense de Montana. En el Censo de 2010 tenía una población de 252 habitantes y una densidad poblacional de 23 personas por km².

## Geografía
Starr School se encuentra ubicado en las coordenadas 48°36′18″N 113°8′32″O / 48.60500, -113.14222. Según la Oficina del Censo de los Estados Unidos, Starr School tiene una superficie total de 10.96 km², de la cual 10.95 km² corresponden a tierra firme y (0.09%) 0.01 km² es agua.

## Demografía
Según el censo de 2010, había 252 personas residiendo en Starr School. La densidad de población era de 23 hab./km². De los 252 habitantes, Starr School estaba compuesto por el 1.98% blancos, el 0% eran afroamericanos, el 97.22% eran amerindios, el 0% eran asiáticos, el 0% eran isleños del Pacífico, el 0% eran de otras razas y el 0.79% pertenecían a dos o más razas. Del total de la población el 1.59% eran hispanos o latinos de cualquier raza.